# Спеціальні засоби несмертельної дії
Спеціальні засоби несмертельної дії (Спецзасоби) — комплекс механічних, хімічних, електричних та світлозвукових пристроїв, що використовуються правоохоронними органами і спецслужбами для психофізичного, травматичного і утримуючого впливу на правопорушника, тимчасового виведення його з ладу, а також армійським спецназом для захоплення супротивника живим.
Як правило, спецзасоби використовуються правоохоронними органами для затримання правопорушників, припинення з їхнього боку активного опору, звільнення заручників, припинення і ліквідації групових хуліганських проявів і масових заворушень.